# Сретенский тупик
Сре́тенский тупи́к — переулок в Центральном административном округе города Москвы на территории Красносельского района. Один из так называемых Сретенских переулков. Проходит от улицы Сретенки до Ананьевского переулка.

## Описание
Сретенский тупик проходит от улицы Сретенки (между домами № 32 и № 34) до Ананьевского переулка, идёт с запада на восток почти параллельно Сретенскому бульвару и Садовому кольцу. Получил название в XIX веке по улице Сретенке, к которой примыкает. Несмотря на исторически устоявшееся название, тупиком не является.

## История
Тупик возник в XVII веке, когда при царе Алексее Михайловиче здесь были поселены стрельцы. Тупик упирался в «артиллерийский двор, где большой пруд окружали несколько деревянных строений, в которых помещались канцелярия, правление, амбары, лазарет и прочие учреждения». С севера к тупику примыкала территория церкви Священномученика Панкратия, построенная стрельцами в 1700 году. В середине XIX века назывался Тупым переулком, а на месте артиллерийского двора находился большой участок И. С. Ананова, через который в 1887 году проложили Ананьевский переулок. Современное название получил в конце XIX века по улице Сретенка, к которой примыкает, но в начале XX века также использовалось название Малый Сретенский переулок. В 1929 году церковь Священномученика Панкратия разрушили и на её месте построили несколько типовых домов (Ананьевский переулок, дом № 5 с корпусами), торцы которых стали выходить в тупик.

## Транспорт
- Станция метро «Сухаревская».
- Автомобильное движение одностороннее от Ананьевского переулка к Сретенке.
- Общественный транспорт по переулку не ходит.